# 伊平村
伊平村（いだいらむら）は静岡県の西部、引佐郡に属していた村である。現在の浜松市浜名区北部にあたる。

## 地理
- 山：浅間山（あさまやま）、浅間山（せんげんやま）
- 河川：井伊谷川

## 歴史
- 1889年（明治22年）4月1日 - 町村制の施行により、西黒田村、伊平村、東黒田村、兎荷村［大部分］、川名村、東久留米木村［一部］が合併して発足。
- 1955年（昭和30年）5月1日 - 引佐町・奥山村・鎮玉村と合併し、改めて引佐町が発足。同日伊平村廃止。
- 2005年（平成17年）7月1日 - 引佐町が浜松市に編入。
- 2007年（平成19年）4月1日 - 浜松市が政令指定都市に移行。旧村域が北区となる。
- 2024年（令和6年）1月1日 - 浜松市の行政区再編に伴い、旧村域が浜名区となる。

## 村長
- 池田猪三次